# 아세틸에스터레이스
아세틸에스터레이스(영어: acetylesterase) (EC 3.1.1.6)는 다음과 같은 화학 반응을 촉매하는 효소이다.
아세트산 에스터 + H2O  ⇄  알코올 + 아세트산염
아세틸에스터레이스의 2가지 기질은 아세트산 에스터, H2O이며, 2가지 생성물은 알코올, 아세트산염이다.
아세틸에스터레이스는 가수분해효소 부류에 속하며, 특히 카복실산 에스터 결합에 작용한다.

## 명명법
아세틸에스터레이스의 계통명은 아세트산 에스터 아세틸가수분해효소(영어: acetic-ester acetylhydrolase)이다.
다음은 일반적으로 사용되는 다른 이름들이다.
- C-에스터레이스(영어: C-esterase)
- 아세트산 에스터 가수분해효소(영어: acetic ester hydrolase)
- 클로로에스터레이스(영어: chloroesterase)
- p-나이트로페닐 아세트산 에스터레이스(영어: p-nitrophenyl acetate esterase)
- 시트러스 아세틸에스터레이스(영어: Citrus acetylesterase)

## 구조 연구
2007년을 기준으로 이러한 부류의 효소에 대해 PDB 접근 코드 1BS9, 1G66, 2AXE의 3가지 구조가 해결되었다.

## 같이 보기
- 카복실에스터레이스
- 아릴에스터레이스

## 참고 문헌
- Aldridge WN (January 1953). “Serum esterases. I. Two types of esterase (A and B) hydrolysing p-nitrophenyl acetate, propionate and butyrate, and a method for their determination”. 《The Biochemical Journal》 53 (1): 110–7. doi:10.1042/bj0530110. PMC 1198110. PMID 13032041.
- Bergmann F, Rimon S (November 1960). “Fractionation of C-esterase from the hog's kidney extract” (PDF). 《The Biochemical Journal》 77 (2): 209–14. doi:10.1042/bj0770209. PMC 1204974. PMID 16748846.
- Jansen EF, Nutting MD, Balls AK (September 1948). “The reversible inhibition of acetylesterase by diisopropyl fluorophosphate and tetraethyl pyrophosphate” (PDF). 《The Journal of Biological Chemistry》 175 (2): 975–87. PMID 18880795.